# Camila Casarino
Camila Casarino (Córdoba, Provincia de Córdoba, Argentina; 21 de noviembre de 2000) es una futbolista argentina. Juega de mediocampista y delantera extremo en San Luis FC de la Primera División A de Argentina.

## Trayectoria
Comenzó jugando al fútbol con compañeros varones de su colegio cuando era niña luego de una invitación por parte de ellos. Luego de jugar en escuelas de fútbol y diversos torneos amateurs, en 2016 llega a Belgrano proveniente de una de las filiales del club Talleres.
Permanece en El Pirata dese entonces, disputando la Liga Cordobesa de Fútbol y consiguiendo varios títulos, tanto de ligas como de copas.
A partir del año 2021 comienza a competir oficialmente en AFA, por la inclusión de Belgrano a dicha federación. Su debut oficial se produjo el 4 de septiembre de 2021, por la primera fecha de la temporada 2021 de la Primera C, ingresando en el segundo tiempo en lugar de Pilar Casas. El partido culminó con goleada 0-7 en su favor ante San Martín de Burzaco. El 18 de diciembre de 2021 se consagra campeona de la Primera C al derrotar a Claypole en la final, siendo este su primer título oficial con Las Piratas. El 1 de octubre de 2022 se consagra campeona de la Primera B en la temporada 2022 y asciende a Primera División, en la goleada 6-0 ante Puerto Nuevo, teniendo un récord de asistencia de público, con 28.000 hinchas piratas en el Gigante de Alberdi.
Luego de 8 años en Belgrano, anuncia de su traspaso a San Luis FC en agosto de 2024.

## Estadísticas

### Clubes
| Club                | Liga                     | País      | Año             |
| ------------------- | ------------------------ | --------- | --------------- |
| Belgrano de Córdoba | Liga Cordobesa de Fútbol | Argentina | 2016 - 2021     |
| Belgrano de Córdoba | Primera División C       | Argentina | 2021            |
| Belgrano de Córdoba | Primera División B       | Argentina | 2022            |
| Belgrano de Córdoba | Primera División A       | Argentina | 2022 - 2024     |
| San Luis FC         | Primera División A       | Argentina | 2024 - presente |

## Palmarés

### Títulos oficiales
| Título             | Club     | País      | Año  |
| ------------------ | -------- | --------- | ---- |
| Primera División C | Belgrano | Argentina | 2021 |
| Primera División B | Belgrano | Argentina | 2022 |

Nota: Los campeonatos ganados con la Liga Cordobesa no cuentan como títulos oficiales AFA.